# أنيتا بوما
أنيتا جيري جوهانا بوما (مواليد 1958م) هي باحثة هولندية تشتهر بعملها في الفزيولوجيا البيئية للطحالب البحرية الدقيقة حيث كانت أول باحثة هولندية في أنتاركتيكا.

## النشأة والتعليم
حصلت بوما على درجة الماجستير في علم الأحياء من جامعة جرونينجن (1984م)، ثم انتقلت إلى المعهد الملكي لبحوث البحار (تكسل، هولندا) حيث بدأت أبحاثها في الدكتوراه حول نمو العوالق النباتية في أنتاركتيكا وتكوين الأنواع.
ثم شاركت في حملتين ميدانيتين إلى مضيق فرام في القطب الشمالي العالي في عام 1985م بناءاً على دعوة من معهد ألفريد ويجنر بألمانيا حيث درست وفرة العوالق النباتية وتركيب الأنواع.
دافعت بوما في أطروحة الدكتوراه الخاصة بها في عام 1992م بجامعة جرونينجن عن العوامل التي تؤثر على نمو العوالق النباتية وتكوين الأنواع في المحيط الجنوبي.

## الحياة الوظيفية والتأثير
تركز أبحاث بوما على الفزيولوجيا البيئية والتنوع البيولوجي في البيئة الجزئية واختلاف الاستجابة للتغيير المناخي. وتشمل موضوعات البحوث المحددة آثار المعادن النزرة والأشعة فوق البنفسجية المحسنة وتغيير ديناميات الذوبان على نمو وتنوع العوالق النباتية في أنتاركتيكا.
ومنذ عام 1992م كرست بوما عملها للتأثيرات الضارة المحتملة لإشعاع الأشعة فوق البنفسجية المحسنة على العوالق النباتية في أنتاركتيكا نتيجة لإستنفاذ طبقة الأوزون في الغلاف الجوي ونتيجة لهذا العمل حصلت على منحة ميرفود في عام 2002م من قبل المنظمة الهولندية للبحث العلمي، وقد ركز هذا البحث على آثار العناصر الغذائية القليلة على إمكانات الدفاع في العوالق النباتية المحيطة ضد الأشعة فوق البنفسجية الشمسية، ثم عملت لسنة أخرى ضمن هذا المشروع في شعبة القطب الجنوبي الأسترالية، كنغستون، تيسمانيا، كباحثة ضيفة.
كانت بوما رئيسة قسم النظم الإيكولوجية للمحيطات بكلية الرياضيات والعلوم الطبيعية من جامعة جرونينجن منذ يناير 2012م.
كانت بوما عضواً في اللجنة القطبية الهولندية من سبتمبر م2010 - أغسطس 2014م، وعضواً في لجنة سكار الهولندية بين عامي 2005م و 2010م، كما عملت في المجلس العلمي الاستشاري الثلاثي (الأرجنتينية والألمانية والهولندية) بمحطة بحوث دالمان، جزيرة الملك جورج، بين عامي 2006م و2011م.
كما عملت في اللجنة التوجيهية العلمية الهولندية بين عامي 2011 و2013م.

## انظر ايضاً
- جانينا ر.غالر.
- جوهانا ويسترديجك